# Фотий (Сиромахов)
Фо́тий (в миру Росен Димитров Сиромахов; 13 июля 1956, София) — епископ неканонической Болгарской православной старостильной церкви; её основатель и предстоятель с титулом «митрополит Триадицкий».

## Биография
Родился 30 июня (13) июля 1956 года в Софии. Духовное воспитание получил под руководством архимандрита Серафима (Алексиева) и настоятельницы Княжевского женского монастыря игуменьи Серафимы (княжны Ливен).
В 1981 году окончил Софийскую Духовную Академию святого Климента Охридского и до 1982 года работал преподавателем классических языков в семинарии святого Иоанна Рыльского.
Сильное желание изучать труды Святых Отцов в оригинале побудило его продолжить обучение на факультете классической филологии Софийского университета святого Климента Охридского.
В 1988 году во время поездки в Грецию тайно рукоположён во священника митрополитом Оропосским и Филийским Киприаном (Куцумбасом), Председателем неканонической юрисдикции «Синод противостоящих». Позднее пострижен в монашество.
В 1989 году окончил факультет классической филологии Софийского университета святого Климента Охридского и трудился ассистентом кафедры древнегреческой литературы кафедры классической филологии.
4 (17) января 1993 года в монастыре святых Киприана и Иустинии митрополит Оропосский и Филийский Киприан (Куцумбас) в сослужении епископа Этнийского Хризостома (Гонсалеса), епископа Христианупольского Хризостома (Марласеса), епископа Фотикийского Авксентия (Чапмена) и епископа Вранчейского Пахомия (Мораря) (Православная старостильная церковь Румынии) рукоположили архимандрита Фотия во епископа Триадицкого, предстоятеля Болгарской православной старостильной церкви.
3 марта 2016 года Архиерейский Синод Болгарской старостильной церкви, в который помимо него входили иерархи РПЦЗ(А) Георгий (Кравченко), Кирилл (Кравец) и Никон (Иост), единодушно решил возвести епископа Фотия в сан митрополита.
22 февраля (6) марта 2016 года в кафедральном соборе Успения Божией Матери в Софии архиепископом Кишинёвским и Молдовским Георгием (Кравченко), епископом Воронежским и Южно-Российским Кириллом (Кравец) и епископом Ишимским и Сибирским Никоном (Иостом) возведён в достоинство митрополита.